# 416-й окремий навчальний полк (Україна)
416-й окремий навчальний полк (416 ОНП, в/ч А3333) — військове формування Збройних сил України, що існувало у 1992—1997 роках.

## Історія
1 лютого 1992 року весь особовий склад 416-го окремого навчального полку авіаційного тилу колишньої Радянської армії склав присягу на вірність народу України і увійшов до складу сил ППО Збройних Сил України.
З 1 вересня 1993 року умовне найменування полку було змінено на військову частину А3333. Великий колектив офіцерів і прапорщиків продовжував виконувати завдання підготовки молодших фахівців автомобільної і електрогазової служби для частин і підрозділів Сил ППО України.

### Передача до складу НГУ
На підставі рішень Президента України Леоніда Кучми, Кабінету Міністрів України і наказу командувача НГУ № 03 від 10 лютого 1997 року на базі злиття 20-го окремого батальйону морської піхоти НГУ (в/ч 2041) і розформованих Міністерством оборони України 416-го окремого навчального полку, було сформовано 25-й полк Національної гвардії України 7-ї (кримської) дивізії НГУ. Полк зберіг добротну навчально-матеріальну базу, техніку та озброєння і в квітні 1997 року влився до лав Національної гвардії України.

## Командири
- полковник Мазуркін Мефодій Матвійович (грудень 1989—1994 рр.)
- полковник Шклярук Василь Петрович (1995—1997 рр.)